# 佩里耶尔
佩里耶尔（法語：Perrières，法語發音：[pɛʁjɛʁ] ⓘ）是法国卡尔瓦多斯省的一个市镇，属于卡昂区。

## 地理
佩里耶尔（48°57'33"N, 0°8'12"W）面积8.17 平方千米，位于法国诺曼底大区卡爾瓦多斯省，该省份为法国西北部沿海省份，北濒大西洋英吉利海峡，东北与滨海塞纳省以海上边界相接，东临厄尔省，南至奧恩省，西与芒什省接壤。
与佩里耶尔接壤的市镇（或旧市镇、城区）包括：贝尼耶尔达伊、埃帕内、若尔、奥朗东、萨西、旺德夫尔。

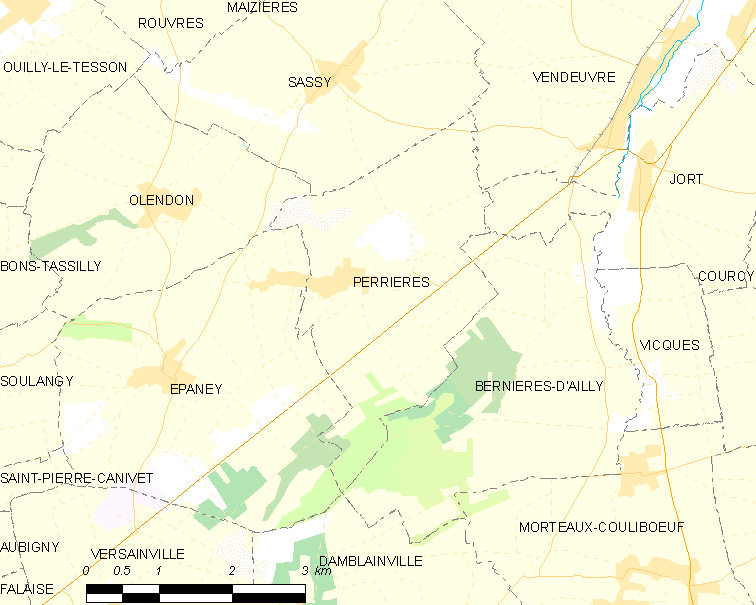
佩里耶尔的OSM定位图

佩里耶尔的时区为UTC+01:00、UTC+02:00（夏令时）。

## 行政
佩里耶尔的邮政编码为14170，INSEE市镇编码为14497。

## 政治
佩里耶尔所属的省级选区为法莱斯县。

## 人口

1962-2008年间佩里耶尔人口变化图示

佩里耶尔于2022年1月1日时的人口数量为341人。